# Khadim Faye
Khadim Faye (ur. 5 września 1970 w Dakarze) – senegalski piłkarz grający na pozycji bramkarza. W swojej karierze rozegrał 7 meczów w reprezentacji Senegalu.

## Kariera klubowa
Swoją karierę piłkarską Faye rozpoczął w klubie ASC Diaraf z Dakaru. W sezonie 1991/1992 zadebiutował w jego barwach w pierwszej lidze senegalskiej. Grał w nim do 1996 roku. Wraz z ASC Diaraf wywalczył mistrzostwo Senegalu w sezonie 1995 oraz zdobył trzy Puchary Senegalu w sezonach 1992/1993, 1993/1994 i 1995.
W 1996 roku Faye wyjechał do Portugalii i został zawodnikiem trzecioligowego União Montemor. Z kolei w latach 1998-2000 występował w drugoligowym FC Felgueiras. Latem 2000 przeszedł do pierwszoligowej Boavisty. W sezonie 2000/2001 nie zdołał zadebiutować w Boaviście, która została mistrzem Portugalii. Swój debiut w niej zaliczył 4 maja 2002 w wygranym 4:1 domowym meczu z Vitórią Setúbal. W sezonie 2001/2002 został z Boavistą wicemistrzem Portugalii. W Boaviście przez lata pełnił rolę rezerwowego bramkarza, najpierw dla Ricardo, a następnie dla Williama Andema i Carlosa Fernandesa, toteż przez siedem sezonów rozegrał w niej 20 meczów ligowych. W 2007 roku zakończył karierę.
| Sezon   | Klub           | Kraj       | Rozgrywki            | Mecze | Bramki |
| ------- | -------------- | ---------- | -------------------- | ----- | ------ |
| 1991/92 | ASC Diaraf     | Senegal    | Championnat National | ?     | ?      |
| 1992/93 | ASC Diaraf     | Senegal    | Championnat National | ?     | ?      |
| 1993/94 | ASC Diaraf     | Senegal    | Championnat National | ?     | ?      |
| 1995    | ASC Diaraf     | Senegal    | Championnat National | ?     | ?      |
| 1996    | ASC Diaraf     | Senegal    | Championnat National | ?     | ?      |
| 1996/97 | União Montemor | Portugalia | Segunda Divisão      | 30    | 0      |
| 1997/98 | União Montemor | Portugalia | Segunda Divisão      | 22    | 0      |
| 1998/99 | FC Felgueiras  | Portugalia | Segunda Liga         | 33    | 1      |
| 1999/00 | FC Felgueiras  | Portugalia | Segunda Liga         | 24    | 0      |
| 2000/01 | Boavista FC    | Portugalia | Primeira Liga        | 0     | 0      |
| 2001/02 | Boavista FC    | Portugalia | Primeira Liga        | 1     | 0      |
| 2002/03 | Boavista FC    | Portugalia | Primeira Liga        | 1     | 0      |
| 2003/04 | Boavista FC    | Portugalia | Primeira Liga        | 2     | 0      |
| 2004/05 | Boavista FC    | Portugalia | Primeira Liga        | 8     | 0      |
| 2005/06 | Boavista FC    | Portugalia | Primeira Liga        | 2     | 0      |
| 2006/07 | Boavista FC    | Portugalia | Primeira Liga        | 6     | 0      |

## Kariera reprezentacyjna
W reprezentacji Senegalu Faye zadebiutował 10 stycznia 1993 w przegranym 1:2 meczu kwalifikacji do Pucharu Narodów Afryki 1994 z Algierią, rozegranym w Dakarze. Wcześniej, w 1992 roku został powołany do kadry na Puchar Narodów Afryki 1992, jednak nie zagrał w nim żadnego meczu. Od 1993 do 2007 wystąpił w kadrze narodowej 7 razy.